# La boticaria
La boticaria (Аптекарша en ruso) es un relato corto del escritor ruso Antón Chéjov escrito en 1886. También es conocido como La mujer del boticario.

## Argumento
La pequeña ciudad de B. duerme con sueño profundo. El amanecer está próximo. Tan sólo la joven esposa del boticario Chernomórdik está despierta. Sentada, en camisón, junto a la ventana abierta, mira a la calle. Siente tal desazón que hasta quisiera llorar. Detrás de ella ronca plácidamente su marido.
De repente, en medio del silencio nocturno, resuenan unos pasos y un tintineo de espuelas. Se oyen voces. Poco después surgen dos figuras de uniforme militar. Al acercarse a la botica, miran a las ventanas. «La semana pasada estuve aquí a comprar aceite de ricino», dice Obtésov, un oficial delgado. El boticario tiene una quijada de asno, añade. Aquí hay una boticaria muy guapa, comenta su compañero, un médico gordinflón. «Diga, doctor: ¿podrá querer a ese de la quijada?», pregunta Obtésov. No, responde el médico, y añade: Para él, una mujer y una botella de lejía es lo mismo.
Deciden entrar para comprar algo, pese a ser de noche, con la intención de ver a la boticaria, por la que Obtésov se siente atraído.
La boticaria, que lo ha escuchado todo, se echa encima un vestido, mete los pies desnudos en los zapatos y corre a la botica. Aviva la luz de una lámpara y abre la puerta tras oír la campanilla. Se le ha pasado la desazón. El corazón le palpita. El médico y Obtésov entran en la botica y piden quince kopeks de pastillas de menta.
Mientras ella pesa las pastillas, los compradores miran su espalda. El médico satisfecho, el teniente muy serio. Entregado el pedido, y tras un amago de irse, el médico pide diez kópeks de sosa, mientras que Obtésov pregunta si tiene agua de seltz. «¡Es usted un hada...!», exclama ante una respuesta positiva. Pide tres botellas. La boticaria desaparece en la trastienda. «¡Un fruto como éste no se encontraría ni en la isla de Madeira!», comenta Obtésov.
Cuando vuelve la boticaria, deposita las botellas sobre el mostrador. Al abrirlas, deja caer el sacacorchos. «No haga tanto ruido, que se va a despertar su marido», le dice Obtésov. Pero a ella parece importarle poco que lo haga. «¡Eso de los maridos es una historia tan aburrida...! Lo mejor que podrían hacer es estar siempre dormidos», comenta el médico, que pide luego una onza de vinum gallicum rubrum, para mezclarlo con el agua de seltz. Tras probar el vino tinto, dice que es un vinum malissimum, pero tomado en presencia de la boticaria parece un néctar.
Ella mira sus rostros sonrosados y no tarda en animarse a su vez. Ríe y coquetea, y tras hacerse rogar, bebe también vino tinto. Y confiesa que con su vida de boticaria se muere de aburrimiento. Finalmente, Obtésov paga y tras besarle ambos la mano a la mujer, salen indecisos de la botica. Ella vuelve junto a la ventana. Los ve pararse y ponerse a hablar de algo en voz baja. Su corazón late, como si lo que hablaran aquellos dos en voz baja fuera a decidir su suerte. El médico se aleja y Obtésov vuelve sobre sus pasos. Duda, pero al fin se decide y toca la campanilla de la entrada. Pero en esta ocasión, el marido la oye y quejándose por lo intempestivo de la hora, acude a abrir la puerta. Obtésov sólo acierta a pedir quince kópeks de pastillas de menta. La boticaria le ve salir de la botica con ellas y arrojarlas al camino lleno de polvo. Se reúne con el doctor, ambos gesticulan y desaparecen en la bruma matinal.
«¡Oh, qué desgraciada soy!», se lamenta la mujer del boticario, viéndolo con enojo desvestirse para volver a la cama. Y de repente rompe a llorar con amargas lágrimas.